# Айн-Шікак (нохія)
Айн-Шікак (араб. ناحية عين شقاق) — нохія у Сирії, що входить до складу району Джебла провінції Латакія. Адміністративний центр — м. Айн-Шікак.
| Сирія | Це незавершена стаття з географії Сирії. Ви можете допомогти проєкту, виправивши або дописавши її. |